# 趙旅
趙旅，浙江山阴縣（今屬绍兴市）人。明初官員。
洪武四年（1371年）辛亥，明朝首開會試，趙旅考诗经得二甲第十七名，授進士出身。官吏部主事。
趙旅為宋朝宗室。叔趙宜浩，元泰定四年進士。